# واسیلی ایوانچوک
واسیلی میهایلوویچ ایوانچوک (اوکراینی: Василь Михайлович Іванчук؛ زادهٔ ۱۸ مارس ۱۹۶۹) استادبزرگ شطرنج اهل اوکراین و قهرمان کنونی شطرنج سریع جهان است. او این عنوان را سال ۲۰۱۶ در دوحه با شکست دادن بزرگان زیادی از جمله ماگنوس کارلسن قهرمان شطرنج جهان به‌دست آورد.